# لوك ودلاند
لوك ودلاند (بالإنجليزية: Luke Woodland)‏ هو لاعب كرة قدم بريطاني، ولد في 21 يوليو 1995 في أبو ظبي في الإمارات العربية المتحدة. لعب مع أولدهام أثلتيك وبولتون واندررز ونادي برادفورد بارك أفنيو ونادي سيريس–نيغروس ونادي يورك سيتي.

## وصلات خارجية
- لوك ودلاند على موقع قاعدة بيانات كرة القدم.إي يو (الإنجليزية)
- لوك ودلاند على موقع ناشيونال فوتبول تيمز (الإنجليزية)
- لوك ودلاند على موقع Soccerbase.com (لاعب) (الإنجليزية)
- لوك ودلاند على موقع Soccerway.com (الإنجليزية)
- لوك ودلاند على موقع عالم كرة القدم.نت (الإنجليزية)